# Мамонов, Михаил Иванович
Михаил Иванович Мамонов (1917 — 2002) — советский сельскохозяйственный деятель, Герой Социалистического Труда (1981).

## Биография
Михаил Мамонов родился 31 октября 1917 года в станице Бессергеневская (ныне — Октябрьский район Ростовской области).
После окончания школы колхозной молодёжи и школы фабрично-заводского ученичества работал слесарем на заводе «Ростсельмаш». Позднее окончил Азово-Черноморский сельскохозяйственный институт по специальности «агроном», после чего был призван на службу в Рабоче-крестьянскую Красную Армию. Окончил Борисовское военное инженерное училище. С июля 1941 года — на фронтах Великой Отечественной войны. После её окончания был уволен в запас.
Вернувшись на родину, работал сначала агрономом на конезаводе имени Кирова в Целинском районе, затем главным агрономом конезавода имени Будённого в Сальском районе. В январе 1962 года Мамонов был назначен председателем колхоза имени XXII съезда КПСС в посёлке Сеятель. За время его руководства это хозяйство стало одним из лучших во всей области, были значительно увеличены получаемые урожаи, построены ряд зданий как промышленного назначения, так и жилые дома и объекты социальной сферы. Колхоз Мамонова ежегодно продавал государству по 6 тысяч тонн зерна.
Указом Президиума Верховного Совета СССР от 13 марта 1981 года за «выдающиеся успехи, достигнутые в выполнении заданий десятой пятилетки и социалистических обязательств по увеличению производства и продажи государству продуктов земледелия и животноводства» Михаил Мамонов был удостоен высокого звания Героя Социалистического Труда с вручением ордена Ленина и медали «Серп и Молот».
Проживал в Сеятеле, после выхода на пенсию руководил местным советом ветеранов.
Скончался 28 декабря 2002 года.

## Награды и звания
- Был награждён четырьмя орденами Ленина, орденами Октябрьской Революции, Отечественной войны 1-й и 2-й степеней, Красной Звезды, «Знак Почета», рядом медалей.
- Почётный гражданин Сальска и Сальского района. Заслуженный агроном РСФСР.